# 川崎三郎
川崎 三郎（かわさき さぶろう、1864年6月7日〈元治元年5月4日〉 - 1943年〈昭和18年〉5月12日）は、日本の明治・大正期のジャーナリスト、文筆家、歴史家。茨城県出身。号は紫山を多用、他に剣外がある。

## 概要
水戸藩士川崎長蔵胤興の三男として生まれる。旧藩学の伝統を継承する私塾自強館（自強社または自彊舎）で学んだ（水戸弘道館は明治5年に閉校、学制発布後も水戸にはしばらく中等教育機関が存在しなかった）。17歳頃、1880年（明治13年）頃に上京。短期間、大蔵省勤めの後、ジャーナリズムに転じる。徴兵逃れのため「東京曙新聞」編集兼経営者であった岡本武雄の親戚の家を継いで、北村姓を名乗った。その後、大阪の大東日報記者となる。 大東日報は、立憲帝政党の機関誌として出発したが、政府と齟齬をきたして補助金を打ち切られ、立憲帝政党も1883年9月に解党したため経営難に陥った。1891年（明治24年）国権主義を掲げる「経世新報」を創刊。1901年（明治34年）に立憲政友会の機関誌「中央新聞」主筆、1905年（明治38年）には「信濃毎日新聞」主筆となった。

## 著述家として
この間、新聞記者だけでなく、著述家としても世に出る決意を固め、1888年（明治21年）満23歳のとき『新帝国策』及び『東洋策』を出版。前者は、国威的政治小説の先駆的作品で、後者は東洋経綸策の提示で、形式は違うが内容は関連している。列強、特にロシアに対する危機意識と独自の情勢判断に基づき、国内では立憲主義的な能動的君主政治を実現し、対外的には対露提携策（日露仏同盟）を外交の基軸とし、朝鮮併合、日清戦争とそれに続く日清同盟を実現し、東亜諸国が提携して欧州列強と対抗するというのが川崎の構想であった。
その後、博文館の出版企画に参加し、著述・史論家としての才能を世に知られるようになった。代表作は、『萬国歴史全書』シリーズ（1889-1890年刊行）のうち、支那帝国史（上下巻）、印度史、土耳機史（トルコ）、魯国史（ロシア）、日耳蔓史（ゲルマン）、欧州列国史の7冊を執筆。さらに世界的偉人140人余りの伝記を集成した『世界百傑伝』全12冊（1890-1891年）の企画を一人で担当。この後、『西南戦史』（1893年）及び『戊辰戦史』（1894年）を各12編出版。特に前者は、『増訂西南戦史』（博文館、1900年）、『西南記伝』（黒龍会本部、1909-1911年、著者名なし）と改訂を重ねる代表作となった。

## 政治活動
川崎は著述活動の一方で天佑侠を後援し、黒龍会創設に参画。日中戦争が始まると大東亜共栄圏の確立に力を注いだ。その他、徳富蘇峰を中心とした『公爵桂太郎伝』『公爵山県有朋伝』（全3巻6分冊で2016年にマツノ書店が復刻版刊行）の編纂に参加。徳富蘇峰とは『日本国民史』執筆の手伝いもしている。

## 著作・編集
- 北村三郎『新帝国策』興文社、1888年
- 北村三郎『東洋策』尚武社、1888年
- 北村三郎『印度史　附 朝鮮 安南 緬甸 暹羅 各国史』博文館（萬国歴史全書第4篇）、1889年
- 北村三郎『土耳機史　附 小亜細亜 波斯 埃及 亜剌比亜 各国史』博文館（萬国歴史全書第5篇）、1890年
- 北村三郎『支那帝国史』上下巻、博文館（萬国歴史全書第2-3篇）、1890年
- 北村三郎『魯国史』博文館（萬国歴史全書第9篇）、1890年
- 紫山居士『振天動地 護国美談』野口竹次郎、1890年
- 北村三郎編『和漢名家文粋』上下巻、博文館、1890年
- 北村三郎『日耳曼史』博文館（萬国歴史全書第10篇）、1890年
- 北村三郎『欧洲列国史』博文館（萬国歴史全書第11篇）、1890年
- 北村三郎『世界百傑伝』全12編、博文館、1890-1891年
- 紫山居士『元寇反撃 護国美談』青湖堂、1891年
- 北村三郎『新撰支那国史』上中下巻、博文館、1891-1892年
- 松井広吉・川崎紫山編『日本百傑伝』全12編、博文館、1891-1893年
- 紫山逸人『元亀天正三傑 安土公』渉史園、1893年
- 川崎紫山『西南戦史』全12編、博文館、1893年（復刻：大和学芸図書、1977年）
- 川崎紫山『戊辰戦史』全12編、博文館、1894年（復刻：マツノ書店、2012年）
- 川崎紫山『西郷南洲翁』博文館（寸珍百種第40編）、1894年
- 川崎三郎『朝鮮革新策 一名 日清開戦論』博文館、1894年
- 川崎紫山『独佛戦史』博文館（万国戦史第1編）、1894年
- 川崎紫山『日清海戦史』春陽堂、1895年
- 米峰樵夫・紫山野人『日清陸戦史』春陽堂、1896年
- 川崎三郎『日清戦史』全7巻、博文館、1896-1897年
- 川崎紫山『藤田東湖』春陽堂、1897年
- 川崎紫山『西郷南洲』春陽堂、1897年
- 川崎紫山『幕末三俊』春陽堂、1897年
- 川崎紫山『大久保甲東』春陽堂、1898年
- 川崎三郎『小文章』博文館、1899年
- 川崎紫山『木戸松菊』春陽堂、1900年
- 川崎紫山『東邦之偉人』文求堂、1903年
- 川崎三郎『戦争の動機』金港堂書籍、1904年
- 川崎紫山『神武天皇の中州平定と錦浦との關繋』神武天皇聖蹟顯彰會、1931年
- 川崎紫山『非常危機に対する安政大獄と殉難烈士の回顧』日本時代社、1934年
- 徳川光圀撰・川崎紫山訳註『譯註大日本史』全12編、建国記念事業協會、1938-41年（復刻：大日本史普及会、1964年）
- 池宗墨著・川崎三郎編『王道経綸論集』大東亜協会、1941年（復刻：『孔子論』ゆまに書房、2021年）
- 川崎紫山『日記より観たる乃木将軍』興文社（大東亜文庫第4編）、1942年
- 川崎紫山『大西郷と大陸政策』興文社、1942年